# Revival (Eurythmics)
Revival è un singolo del gruppo musicale britannico Eurythmics del 1989.

## Descrizione
Fu scritto da entrambi i membri, Annie Lennox e David A. Stewart, insieme al tastierista Pat Seymour e al cantante Charlie Wilson (dei Gap Band) che cantò anche i cori del brano. Prodotto da Stewart e Jimmy Iovine, fu pubblicato come primo singolo dall'album We Too Are One.
Lennox e Stewart ritornarono a sonorità rock/rhythm and blues. 
Il singolo raggiunse la posizione numero ventisei nella classifica del Regno Unito e fu il sedicesimo (e finale) ad entrare tra le prime venti posizioni in Australia. Revival non fu pubblicato come singolo negli Stati Uniti.

## Classifiche
| Classifica (1989) | Posizione più alta |
| ----------------- | ------------------ |
| Regno Unito       | 26                 |
| Paesi Bassi       | 25                 |
| Germania          | 33                 |
| Svizzera          | 8                  |
| Italia            | 14                 |
| Belgio            | 17                 |
| Irlanda           | 14                 |
| Francia           | 46                 |
| Svezia            | 7                  |
| Nuova Zelanda     | 21                 |